# Osetnik (Orneta)

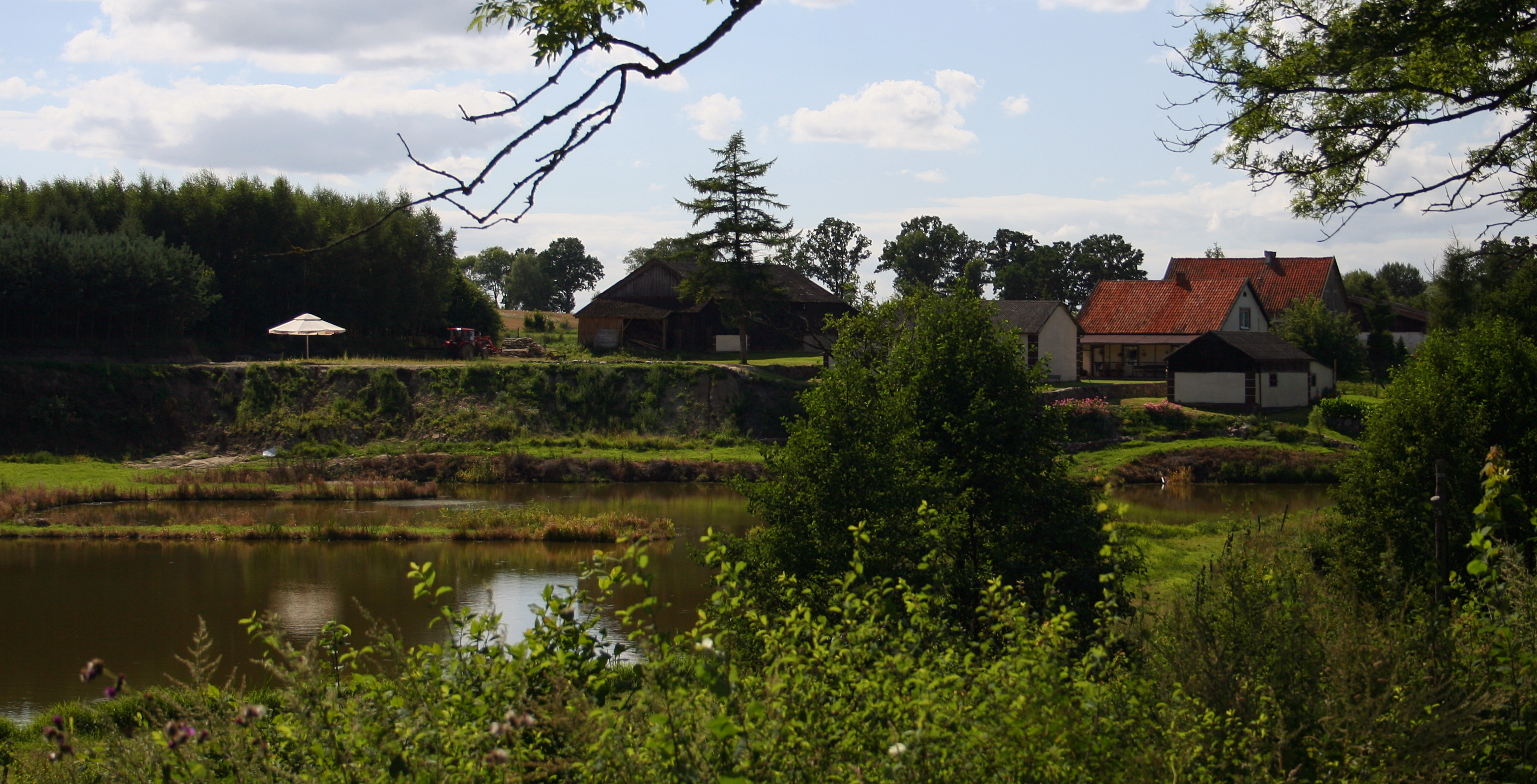
Osetnik

Osetnik (deutsch Wusen) ist ein Dorf in der Gmina Orneta in der polnischen Woiwodschaft Ermland-Masuren. 2011 lebten dort 107 Einwohner.

## Geschichte
Von 1289 ist die älteste Erwähnung des Ortes Wosen erhalten, der vom ermländischen Bischof Heinrich Fleming an einen Bruder gegeben wurde.
Wahrscheinlich seit dem 16. Jahrhundert war er im Besitz des Ermländer Domkapitels.
Seit 1773 gehörte Wusen zur preußischen Provinz Ostpreußen, seit 1819 im Kreis Braunsberg.
Seit 1945 gehört der Ort zu Polen.

## Religion
Die römisch-katholischen Einwohner Osetniks gehören zur Pfarrei in Chwalęcin (Stegmannsdorf) im jetzigen Erzbistum Ermland. Bis 1945 gehörten die evangelischen Einwohner zur Kirche Wormditt (polnisch Orneta) in der Kirchenprovinz Ostpreußen der Kirche der Altpreußischen Union. Heute sind sie der Diözese Masuren der Evangelisch-Augsburgischen Kirche in Polen zugehörig.

## Sehenswürdigkeiten

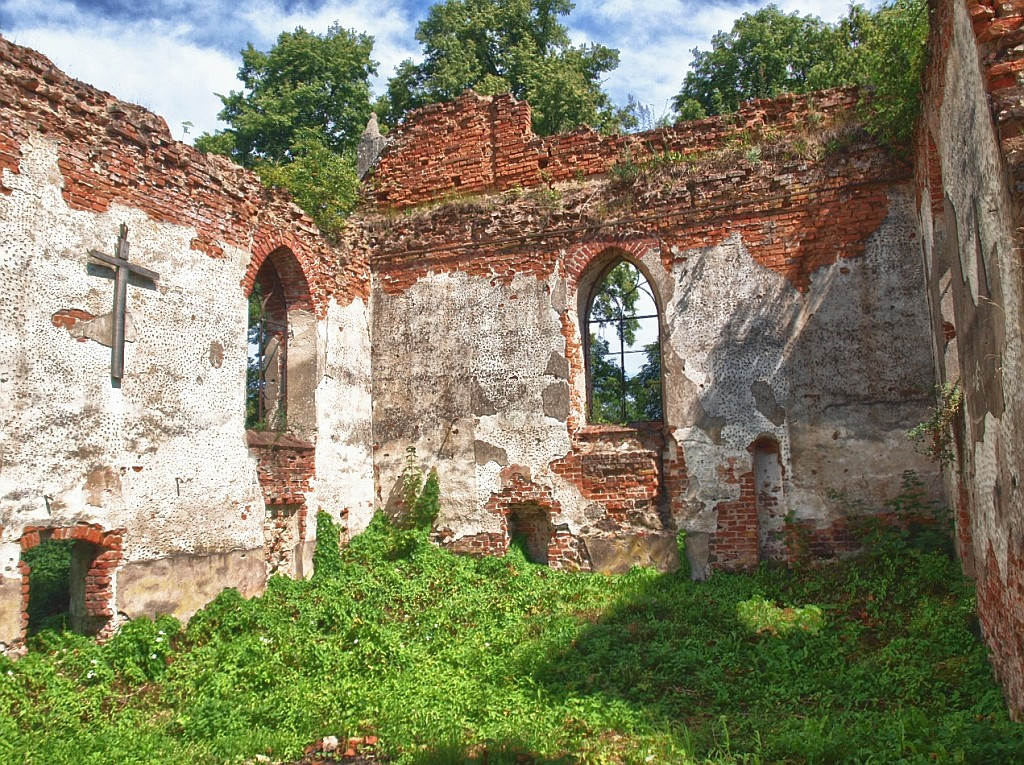
Kirchenruine

- Ruine der Kirche St. Jakob aus dem 14. Jahrhundert